# Rhamphomyia rufirostris
Rhamphomyia rufirostris är en tvåvingeart som beskrevs av Thomas Say 1829. Rhamphomyia rufirostris ingår i släktet Rhamphomyia och familjen dansflugor.
Artens utbredningsområde är Indiana. Inga underarter finns listade i Catalogue of Life.